# Антуан ван Блокландт
Антуан ван Блокландт (справжні ім'я та прізвище — Антоніс ван Монфорт) (нід. Anthonie van Blocklandt; 1533 або 1534, Монтфорт поблизу Утрехта — 18 жовтня 1583, Утрехт) — нідерландський художник. Провідний представник італійського напрямку у нідерландському мистецтві.

## Життєпис
Походив із роду баронів і бургграфів ван Монфорт, які володіли ленним маєтком і селом Нижній Блокландт. Антоніс успадкував своє прізвисько Блокландт.
Спочатку вивчав мистецтво живопису у Делфті у свого дядька Хендріка Ассюєрусзона, потім його віддали на навчання до відомого на той час Франса Флоріса, де протягом 1550—1552 років він домігся дуже значних успіхів і, подібно вчителю, став представником італійського напрямку у мистецтві Нідерландів.
Працював у Делфті (1552—1572) і Утрехті (після 1572), де в 1577 році вступив до гільдії лимарів, до якої, очевидно, були приписані і живописці.
У 1572 році відвідав Італію, відчувши сильний вплив Параміджаніно. Відомо, що в Делфті його учнем був Корнеліс Кетель (англ. Cornelis Ketel), а в Утрехті у нього вчився Міхиль ван Міревельт.
Останні роки життя художник провів у монастирі Св. Катерини в Утрехті, який належав Ордену іоаннітів .

## Творчість
А. ван Блокландт писав твори на релігійні і міфологічні сюжети, а також портрети у стилі раннього маньєризму. У 1579 році написав свою найвідомішу працю — триптих «Успіння Пресвятої Діви Марії», який наразі перебуває у базиліці Св. Мартіна в Бінген-ам-Райні.
Пензлю Блокландта належать
- «Поклоніння пастухів» (Амстердам, Державний музей);
- «Діана й Актеон» (1573, Відень, Художньо-історичний музей);
- «Таємна вечеря» (Утрехт, Державний музей «Монастир Св. Катерини»);
- «Мука св. Якова»(Гауда, Міський музей);
- «Суд Паріса» (Гаага, Мауріцгейс);
- «Євангеліст Матвій»,
- «Євангеліст Лука»,
- «Євангеліст Марк»,
- «Євангеліст Іоанн» (усі — Утрехт, Центральний музей).
- Вівтарні картини у Старій церкві (Делфт) і Новій церкві (Делфт).

Блокландту також приписують фрагмент монументального вівтаря зі сценою Хрещення Христа (Лілль, Музей Вікар).
| Картина | Назва                                              | Колекція                               |
| ------- | -------------------------------------------------- | -------------------------------------- |
|         | Йосип тлумачить сон фараона                        | Центральний музей Утрехта (Утрехт)     |
|         | Воскресіння Христа                                 | Центральний музей Утрехта (Утрехт)     |
|         | Поклоніння пастирів                                | Державний музей (Амстердам)            |
|         | Вознесіння Пресвятої Діви Марії (частина триптиха) | Базиліка Св. Мартіна у Бінген-ам-Райні |
|         | Афродіта роззброює Ероса                           | Національна галерея у Празі            |